# Jürgen Mier
Jürgen Mier (Greifswald, 13 de mayo de 1941) es un deportista de la RDA que compitió en vela en la clase Finn. Ganó una medalla de oro en el Campeonato Mundial de Finn de 1965 y dos medallas de bronce en el Campeonato Europeo de Finn, en los años 1967 y 1970.

## Palmarés internacional
| Campeonato Mundial | Campeonato Mundial | Campeonato Mundial | Campeonato Mundial |
| Año                | Lugar              | Medalla            | Clase              |
| ------------------ | ------------------ | ------------------ | ------------------ |
| 1965               | Gdynia (Polonia)   | Medalla de oro     | Finn               |
| Campeonato Europeo |                    |                    |                    |
| Año                | Lugar              | Medalla            | Clase              |
| 1967               | Nápoles (Italia)   | Medalla de bronce  | Finn               |
| 1970               | Dublín (Irlanda)   | Medalla de bronce  | Finn               |